# August von Oppell
August Julius Heinrich von Oppell (* 12. März 1827 in Wetzlar; † 1. November 1909 in Berlin) war preußischer General der Infanterie.

## Leben

### Herkunft
Seine Eltern waren der preußische Hauptmann und Kompaniechef in der 3. Schützenabteilung, Arthur von Oppell (1799–1841) und dessen erste Ehefrau Agnes, geborene von Oetinger (1801–1836).

### Werdegang
Oppell besuchte die Kadettenhäuser in Potsdam und Berlin. Während seiner Berliner Zeit war er auch als Leibpage des preußischen Königs Friedrich Wilhelm IV. tätig. Am 4. Juli 1844 wurde er als Sekondeleutnant dem 1. Garde-Regiment zu Fuß der Preußischen Armee aggregiert und am 19. April 1846 über den Etat einrangiert. Vom 23. September 1847 bis zum 30. September 1848 als Adjutant zum kombinierten Garde-Reserve-Bataillon kommandiert. Am 29. Mai 1848 kam Oppell in den Etat des 1. Garde-Regiments zu Fuß. Vom 1. März 1852 bis zum 30. Juni 1852 war er als Lehrer an die Divisionsschule in Potsdam sowie ab 21. Mai 1854 als Adjutant des Lehr-Infanterie-Bataillons kommandiert. Als Premierleutnant folgte von Anfang März 1857 bis Mitte Juni 1859 seine Kommandierung als Adjutant zur Kommandantur in Berlin und in dieser Eigenschaft stieg er am 2. Mai 1858 zum Hauptmann auf. Am 8. August 1860 wurde Oppelle zum Chef des 9. Kompanie seines Stammregiments ernannt. Während des Deutschen Krieges kämpfte er 1866 bei Soor, Königinhof sowie Königgrätz und war vom 3. Juli bis zum 14. September 1866 Führer des Füsilier-Bataillons. Außerdem erhielt er am 24. Juli 1866 die Beförderung zum Major und am 20. September 1866 für den Feldzug den Kronen-Orden III. Klasse mit Schwertern. Am 2. November 1866 wurde er zum Kommandeur des II. Bataillons ernannt und am 21. Februar 1868 als Kommandeur in das I. Bataillon versetzt.
Während des Deutsch-Französischen Krieges wurde er am 26. Juli 1870 zum Oberstleutnant befördert und vom 18. August bis zum 15. Dezember 1870 als Regimentsführer verwendet, da der Kommandeur Oberst Roeder am 18. August bei Gravelotte gefallen war. Während des Feldzuges kämpfte er bei Gravelotte, Beaumont und Sedan. Ferner nahm er an der Belagerung von Paris und dem Gefecht dem Gefecht bei Stains teil.
Ausgezeichnet mit beiden Klassen des Eisernen Kreuzes wurde Oppell nach dem Krieg am 20. Juni 1871 zur Führung des 2. Garde-Regiments zu Fuß kommandiert und am 19. Oktober 1871 unter Stellung à la suite mit der Führung beauftragt. Am 18. Januar 1871 wurde er Oberst und Regimentskommandeur. Mitte Juni 1872 wurde er zu den russischen Juli-Manövern nach Sankt Petersburg kommandiert und in dessen Verlauf mit dem Orden der Heiligen Anna II. Klasse mit Krone und Schwertern ausgezeichnet. Unter Stellung à la suite seines Regiments beauftragte man ihn am 14. Juli 1877 mit der Führung der 30. Infanterie-Brigade. Am 18. Oktober 1877 wurde Generalmajor und Brigadekommandeur. In gleicher Eigenschaft übernahm er am 27. Dezember 1881 die 34. Infanterie-Brigade und war ab dem 10. März 1883 mit der Führung des 2. Garde-Infanterie-Division beauftragt. Mit der Beförderung zum Generalleutnant erfolgte am 15. Mai 1883 seine Ernennung zum Kommandeur dieses Großverbandes, bis er schließlich am 18. Januar 1887 mit Pension zur Disposition gestellt wurde. Am 18. August 1895 erhielt Oppell den Charakter als General der Infanterie und die Genehmigung zum Tragen der Uniform des 1. Garde-Regiments zu Fuß. Anlässlich der Einweihung des Denkmals für das 1. Garde-Regiments zu Fuß in Metz wurde er mit dem Großkreuz des Roten Adlerorden ausgezeichnet.

### Familie
Oppell heiratete am 11. Mai 1866 in Warlitz Luise von Koenemann (1844–1908). Das Paar hatte mehrere Kinder:
- Ursula (* 1867)
- Arthur (1868–1913), preußischer Major ⚭ 1902 Anna-Marie von Mansberg (* 1877); Wiederverheiratet 1916 mit Rudolf Glorin, Herr auf Stölitz
- Anne-Marie (* 1878)
- Karl-August (* 1886), preußischer Hauptmann ⚭ 1911 Gertrud Gräfin von der Schulenburg (* 1889)

## Weblink
- Oppell, August Julius Heinrich von. Hessische Biografie. (Stand: 29. Juli 2024). In: Landesgeschichtliches Informationssystem Hessen (LAGIS).